# Lijst van voetbalinterlands Jamaica - Suriname
Deze lijst van voetbalinterlands is een overzicht van alle officiële voetbalwedstrijden tussen de nationale teams van Jamaica en Suriname. De landen speelden tot op heden acht keer tegen elkaar. De eerste ontmoeting was een kwalificatiewedstrijd voor het Wereldkampioenschap voetbal 1998 op 31 maart 1996 in Paramaribo. Het laatste duel, een groepswedstrijd tijdens de CONCACAF Nations League 2022/23, vond plaats op 7 juni 2022 in Kingston.

## Wedstrijden
| № | Plaats        | Datum            | Competitie                                   | Wedstrijd          | Uitslag |
| - | ------------- | ---------------- | -------------------------------------------- | ------------------ | ------- |
| 1 | Paramaribo    | 31 maart 1996    | WK 1998 kwalificatie                         | Suriname – Jamaica | 0 – 1   |
| 2 | Kingston      | 21 april 1996    | WK 1998 kwalificatie                         | Jamaica – Suriname | 1 – 0   |
| 3 | Port of Spain | 28 mei 1996      | Caribbean Cup 1996                           | Jamaica – Suriname | 1 – 3   |
| 4 | Kingston      | 13 november 2016 | Caribbean Cup 2017 kwalificatie              | Jamaica − Suriname | 1 − 0   |
| 5 | Montego Bay   | 17 november 2018 | CONCACAF Nations League 2019/20 kwalificatie | Jamaica − Suriname | 2 − 1   |
| 6 | Orlando       | 12 juli 2021     | CONCACAF Gold Cup 2021                       | Jamaica − Suriname | 2 − 0   |
| 7 | Paramaribo    | 4 juni 2022      | CONCACAF Nations League 2022/23              | Suriname − Jamaica | 1 − 1   |
| 8 | Kingston      | 7 juni 2022      | CONCACAF Nations League 2022/23              | Jamaica − Suriname | 3 − 1   |

## Samenvatting
| Competitie                           | Totaal gespeeld | Winst Jamaica | Gelijk | Winst Suriname | Doelsaldo Jamaica – Suriname |
| ------------------------------------ | --------------- | ------------- | ------ | -------------- | ---------------------------- |
| WK-kwalificatie                      | 2               | 2             | 0      | 0              | 2 − 0                        |
| CONCACAF Gold Cup                    | 1               | 1             | 0      | 0              | 2 − 0                        |
| CONCACAF Nations League              | 2               | 1             | 1      | 0              | 4 − 2                        |
| CONCACAF Nations League-kwalificatie | 1               | 1             | 0      | 0              | 2 − 1                        |
| Caribbean Cup                        | 1               | 0             | 0      | 1              | 1 − 3                        |
| Caribbean Cup-kwalificatie           | 1               | 1             | 0      | 0              | 1 − 0                        |
| Totaal                               | 8               | 6             | 1      | 1              | 12 − 6                       |

JFF · A-internationals · Bondscoaches · Selecties · Statistieken · Jamaicaans vrouwenelftal · Olympisch elftal · Jamaica U21 · Jamaica U19 · Jamaica U17
1920 – 1959 · 
1960 – 1969 · 
1970 – 1979 · 
1980 – 1989 · 
1990 – 1999 · 
2000 – 2009 · 
2010 – 2019 · 
2020 – 2029
Gold Cup 1991 · 
Gold Cup 1993 · 
Gold Cup 1998 · 
Gold Cup 2000 · 
Gold Cup 2003 · 
Gold Cup 2005 · 
Gold Cup 2009 · 
Gold Cup 2011 · 
Gold Cup 2015
Copa América 2015
WK 1998
1925 · 
1926 · 
1927–1929 · 
1930 · 
1931 · 
1932 · 
1933–1934 · 
1935 · 
1936 · 
1937 · 
1938 · 
1939–1946 · 
1947 · 
1948 · 
1949 · 
1950 · 
1951 · 
1952 · 
1953 · 
1954–1956 · 
1957 · 
1958 · 
1959 · 
1960 · 
1961 · 
1962 · 
1963 · 
1964 · 
1965 · 
1966 · 
1967 · 
1968 · 
1969 · 
1970 · 
1971 · 
1972 · 
1973 · 
1974 · 
1975 · 
1976 · 
1977 · 
1978 · 
1979 · 
1980 · 
1981 · 
1982 · 
1983 · 
1984 · 
1985 · 
1986 · 
1987 · 
1988 · 
1989 · 
1990 · 
1991 · 
1992 · 
1993 · 
1994 · 
1995 · 
1996 · 
1997 · 
1998 · 
1999 · 
2000 · 
2001 · 
2002 · 
2003 · 
2004 · 
2005 · 
2006 · 
2007 · 
2008 · 
2009 · 
2010 · 
2011 · 
2012 · 
2013 · 
2014 · 
2015 · 
2016 ·
2017 ·
2018 ·
2019 ·
2020 ·
2021 ·
2022 ·
2023 ·
2024
Amerikaanse Maagdeneilanden ·
Antigua en Barbuda ·
Argentinië ·
Aruba ·
Australië ·
Bahama's ·
Barbados ·
Bermuda ·
Bolivia ·
Brazilië ·
Britse Maagdeneilanden ·
Bulgarije ·
Canada ·
Chili ·
China ·
Colombia ·
Costa Rica ·
Cuba ·
Curaçao ·
Dominica ·
Dominicaanse Republiek ·
Ecuador ·
Egypte ·
El Salvador ·
Engeland ·
Frankrijk ·
Ghana ·
Grenada ·
Guatemala ·
Guyana ·
Haïti ·
Honduras ·
Ierland ·
India ·
Indonesië ·
Iran ·
Japan ·
Jordanië ·
Kaaimaneilanden ·
Kameroen ·
Kroatië ·
Maleisië ·
Marokko ·
Mexico ·
Nederlandse Antillen ·
Nicaragua ·
Nieuw-Zeeland ·
Nigeria ·
Noord-Macedonië ·
Noorwegen ·
Panama ·
Paraguay ·
Peru ·
Puerto Rico ·
Qatar ·
Saint Kitts en Nevis ·
Saint Lucia ·
Saint Vincent en de Grenadines ·
Saoedi-Arabië ·
Servië ·
Suriname ·
Trinidad en Tobago ·
Uruguay ·
Venezuela ·
Verenigde Staten ·
Vietnam ·
Wales ·
Zambia ·
Zuid-Afrika ·
Zuid-Korea ·
Zweden ·
Zwitserland
SVB · 
Surinaams vrouwenelftal · 
Olympisch elftal
1934 – 1939 ·
1940 – 1949 ·
1950 – 1959 ·
1960 – 1969 ·
1970 – 1979 ·
1980 – 1989 ·
1990 – 1999 ·
2000 – 2009 ·
2010 – 2019 ·
2020 – 2029
Anguilla ·
Antigua en Barbuda ·
Aruba ·
Barbados ·
Bermuda ·
Britse Maagdeneilanden ·
Canada ·
Costa Rica ·
Cuba ·
Curaçao ·
Denemarken ·
Dominica ·
Dominicaanse Republiek ·
El Salvador ·
Grenada ·
Guatemala ·
Guyana ·
Haïti ·
Honduras ·
India ·
Jamaica ·
Kaaimaneilanden ·
Mexico ·
Montserrat ·
Nederland ·
Nederlandse Antillen ·
Nicaragua ·
Puerto Rico ·
Saint Kitts en Nevis ·
Saint Lucia ·
Saint Vincent en de Grenadines ·
Thailand ·
Trinidad en Tobago